# Perdita scotti
Perdita scotti är en biart som beskrevs av Timberlake 1958. Perdita scotti ingår i släktet Perdita och familjen grävbin. Inga underarter finns listade i Catalogue of Life.